# Río Yi (Uruguay)
El río Yi es un río de Uruguay. Nace cerca de Cerro Chato, en las inmediaciones del arroyo del Cordobés, donde penetra la Cuchilla Grande de Durazno con alturas de 200 a 300 m. Corre hacia el oeste formando una leve curva hacia el sur, con un recorrido total de 293 kilómetros. 
Recibe infinidad de afluentes y su cuenca tiene una extensión aproximada de 13.580 km², con alrededor de 130 km de costas. La precipitación media anual de la cuenca es de 1262 mm. La evapotranspiración potencial media anual es de 1073 mm, y la escorrentía media anual de 422 mm.
Sus cursos son lentos, sinuosos, de poca pendiente y con varios estrechamientos.
Forma parte de la cuenca del Río Negro (68.217 km²) y es el principal afluente de su margen izquierda. Como parte de la cuenca de los lagos para generación hidroeléctrica, luego de atender los usos prioritarios de agua potable y abrevadero de animales, la generación hidroeléctrica es el uso secundario. Del área total de la cuenca el 21% está en el departamento de Flores, el 39% en Durazno y el 40% en Florida. 
El suelo que lo rodea es muy llano y forma parte de la penillanura cristalina. Tiene varios caracteres definidos: el trayecto poco sinuoso; la presencia de dos grandes escalones en su ribera, cubierta de monte denso pero angosto; la altura de sus crecientes y la rapidez con que baja después. La belleza de sus lagunas, marginadas por playas cubiertas de sauces, es tradicional entre pescadores y canoeros. Este río, que se desliza en todo su trayecto sobre terrenos cristalinos, cerca de su desagüe en el Negro cruza por una angostura, de 10 metros de ancho, formada por rocas basálticas (El Boquerón del Yi’).
El río Yi es alimentado por aguas de origen fluvial, pluvial y subterráneo. Sus principales afluentes por el margen izquierdo son: Arroyo Illescas, Mansavillagra, Porongos y Maciel. Por la margen derecha destacan el Arroyo Antonio Herrera y Tomás Cuadra.
En el cauce de este río, hay tres centros poblados: Sarandí del Yi, Polanco del Yi y Durazno. La población total de la cuenca es de 78.000 habitantes aproximadamente.
Sirve de límite entre  el departamento de Florida y Durazno, y entre este y Flores hasta su desembocadura en el Río Negro. 
Su playa principal es el Sauzal, próxima a la ciudad de Durazno, que tiene arenales finos y blancos.
Su bioma es monte fluvial, bordea sus orillas un tupido bosque autóctono. Dicha vegetación, se compone de árboles y arbustos de troncos retorcidos y espinosos, de crecimiento lento y altura entre 2 y 10m; como la uña de gato, espinillo, quebracho, viraró, cedrón del monte, pitangas, mburucuyá, clavel del aire, tala, sarandí, sauce criollo, etc. También presenta una importante fauna con aves como lechuzas y horneros; mamíferos como comadrejas y zorrillos al igual que ofidios y peces.
Etimológicamente viene del guaraní, quizá de î, agua, e i, pequeño: río diminuto, insignificante (Jover Peralta). O de î, agua, y yî, recio, duro, apretado, resistente: río que no se corta, "río espacioso o caudaloso" (Giuffra).